# Cassamata-Hill-Nationalpark
Der Cassamata-Hill-Nationalpark liegt in der Provinz Abra auf der Insel Luzon in den Philippinen. 
Der Nationalpark wurde am 26. August 1974 auf einer Fläche von 57 Hektar in der Großraumgemeinde Bangued etabliert. Der Nationalpark liegt unweit des Flusses Abra in der Cordillera Central.    